# 百慕達元
百慕達元 （貨幣編號: BMD）是百慕達的流通貨幣。輔幣單位為分，1元=100分。于1970年開始發行。百慕達元以一兌一的兌換率與美元掛鉤。

## 流通中的貨幣

### 硬幣

百慕達硬幣系列。

- 1 分
  - 正面：伊麗莎白二世和國家名稱
  - 背面：野豬、面值和年份
- 5 分
  - 正面：伊麗莎白二世和國家名稱
  - 背面：蓋刺魚科、面值和年份
- 10 分
  - 正面：伊麗莎白二世和國家名稱
  - 背面：兩朵鐵砲百合、面值和年份
- 25 分
  - 正面：伊麗莎白二世和國家名稱
  - 背面：白尾熱帶鳥、面值和年份
- 50 分
  - 正面：伊麗莎白二世和國家名稱
  - 背面：百慕達國徽、面值和年份
- 1 元
  - 正面：伊麗莎白二世和國家名稱
  - 背面：百慕達帆船、面值和年份

### 紙幣

#### 2009 年
- 2 元

百慕達的流通紙幣，採用直向設計。

  - 正面：歐亞鴝(俗稱知更鳥)，郵票版女王小型頭像
  - 背面：造船廠的鐘樓和尼普頓的雕像
- 5 元
  - 正面：大西洋藍槍魚 ，郵票版女王小型頭像
  - 背面：霍斯舒灣海灘和薩默塞特橋
- 10 元
  - 正面：百慕達刺蝶魚，郵票版女王小型頭像
  - 背面：海上拯救隊和一間房子
- 20 元
  - 正面：青蛙，郵票版女王小型頭像
  - 背面：吉布斯山燈塔和聖馬可教堂
- 50 元
  - 正面：熱帶鳥，郵票版女王小型頭像
  - 背面：聖彼得教堂
- 100 元
  - 正面：北美紅雀，郵票版女王小型頭像
  - 背面：百慕達議會眾議院

#### 2000 年

百慕達在2000年使用的紙幣。

- 2 元
  - 正面：伊麗莎白二世、海馬
  - 背面：百慕達地圖、皇家海軍造船廠
- 5 元
  - 正面：伊麗莎白二世、螺殼
  - 背面：聖大衛燈塔、圣乔治斯
- 10 元
  - 正面：伊麗莎白二世、夾竹桃
  - 背面：弗拉特入口、百慕大海燕、貝殼
- 20 元
  - 正面：伊麗莎白二世、本拿比屋
  - 背面：伊利港口、薩默塞特橋
- 50 元
  - 正面：伊麗莎白二世、委員的房子
  - 背面：百慕達地圖、水肺潛水
- 100 元
  - 正面：伊麗莎白二世、花朵
  - 背面：百慕大議會大廈、卡姆登莊園

## 外部連結
- 百慕達元紙幣介紹 （页面存档备份，存于）
- 唐的世界硬币画廊：Bermuda
- 罗恩·怀斯的世界纸币：Bermuda 镜像网站
- 环球货币历史：Bermuda
- 《环球金融资料》货币历史表格（ 微软试算表格式）